# Chasselay (Ródano)
Chasselay es una comuna francesa situada en el departamento de Ródano, de la región de Auvernia-Ródano-Alpes. Pertenece a la aglomeración urbana de Lyon. 

## Geografía
Está situada a 13 kilómetros en el norte de Lyon. En sus campos se cultivan diversos frutales, destacando la pera Williams, que ha dado fama a la localidad desde el siglo XIX.

## Historia
En su término se ubica el cementerio militar de arquitectura típicamente africana, inspirada en los tata de África Occidental. Allí están enterrados 196 tiradores senegaleses —así como de otras naciones africanas, como Burkina Faso (entonces Alto Volta), Dahomey, Sudán o Chad— que fueron hechos prisioneros y asesinados por la división Totenkopf de las SS, en el transcurso de la ofensiva alemana hacia Lyon en junio de 1940, durante la Segunda Guerra Mundial.

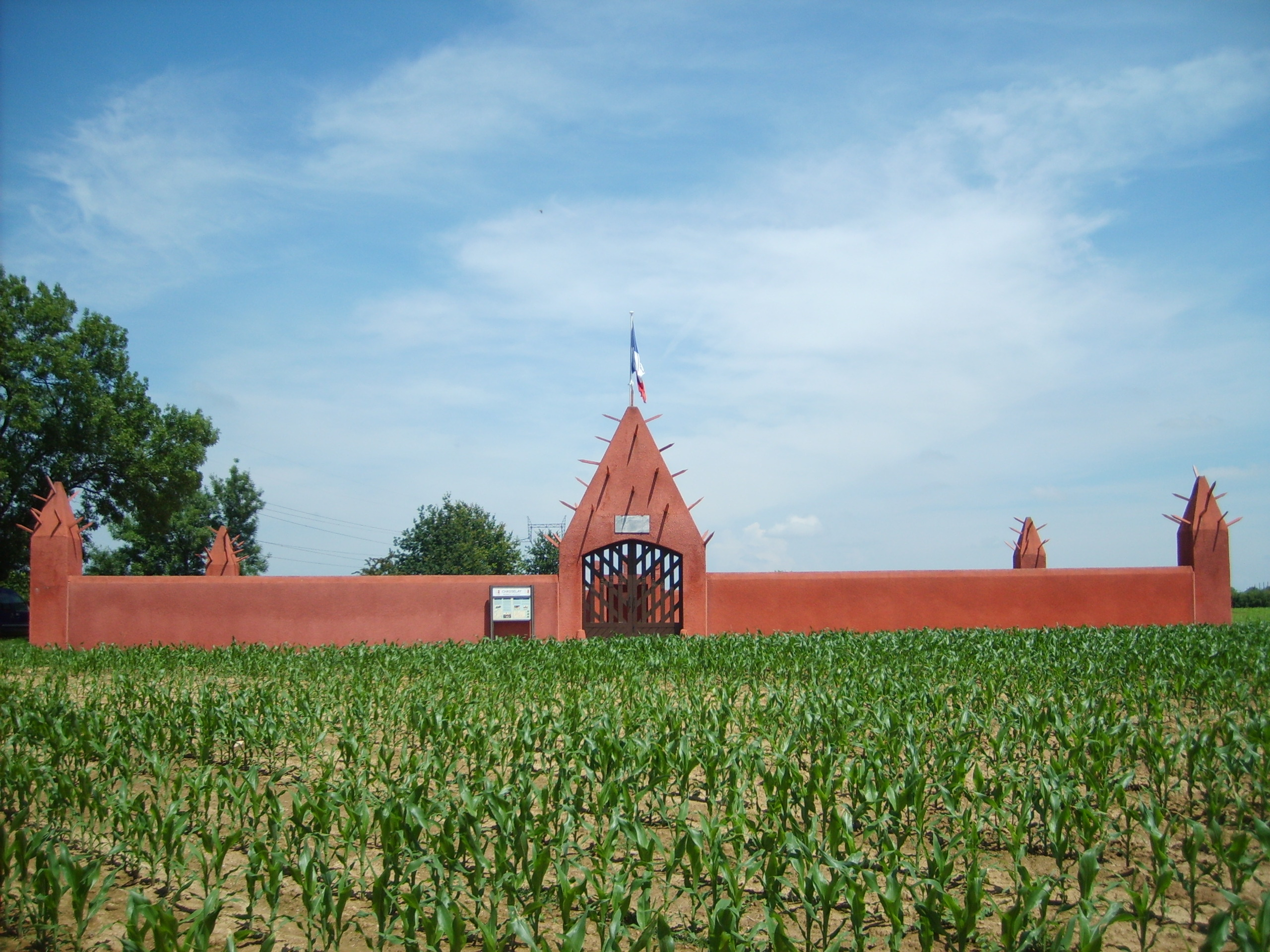
Cementerio militar.

## Demografía
| 1 125 | 1 169 | 1 438 | 1 708 | 2 002 | 2 590 | 2 695 |
| Para los censos de 1962 a 1999 la población legal corresponde a la población sin duplicidades (Fuente: INSEE [Consultar]) |       |       |       |       |       |       |